# 208. pr. Kr.
◄ | 4. stoljeće pr. Kr. | 3. stoljeće pr. Kr. | 2. stoljeće pr. Kr. | ►
◄ | 230-ih pr. Kr. | 220-ih pr. Kr. | 210-ih pr. Kr. | 200-ih pr. Kr. | 190-ih pr. Kr. | 180-ih pr. Kr. | 170-ih pr. Kr. | ►
◄◄ | ◄ | 211. pr. Kr. | 210. pr. Kr. | 209. pr. Kr. | 208 pr. Kr. | 207. pr. Kr. | 206. pr. Kr. | 205. pr. Kr. | ► | ►►
Astronomija

## Rođenja
- Kaika, japanski car

## Vanjske poveznice
|  | Zajednički poslužitelj ima još gradiva o temi 208. pr. Kr. |